# Léo Delibes
Clément Philibert Léo Delibes (Saint-Germain-du-Val, 1836. február 21. – Párizs, 1891. január 16.) francia zeneszerző, elsősorban balettjeiről és operáiról ismert.

## Élete
Delibes Saint-Germain-du-Valban (Sarthe) született, apja nagyon korán meghalt, a fiú még csak kétéves volt. Édesanyja és nagybátyja tanította zenére. Tizenkét éves korában beiratkozott a párizsi Conservatoire-ba, ahol Adolphe Adam, a Giselle zeneszerzőjének tanítványa lett. A konzervatóriumban két év múlva már első díjat nyert egy pályázaton, 17 éves korában pedig a párizsi Saint-Pierre-de-Chaillot templom orgonistája lett. Ezzel szinte egy időben állást kapott a Théâtre Lyrique-ben, ahol zongorakísérői és segédkarmesteri feladatokat látott el. Delibes zeneszerzői tevékenységével is igazodott a színház profiljához: egy sor – szám szerint tizennégy – operettet írt 14 éves ott-tartózkodása alatt (Két garasnyi szén, Két öreg testőr stb.).
1864-ben a párizsi Opéra karigazgatója lett, ami a „komolyabb” színpadi műfajok felé fordította figyelmét. Balettet írt La source (A forrás) címmel, amelynek 1866-os bemutatója fényes sikert hozott a komponista számára. A darabot ugyan Louis Minkusszal közösen írta, Delibes teljesítménye, könnyed, franciás, táncot segítő zenéje azonban háttérbe szorította kollégája munkáját. Következő balettje Párizsban egyértelműen a színpadi zene első számú mesterévé és Európa-szerte ismert zeneszerzővé tette: az 1870-es Coppélia E. T. A. Hoffmann történetén alapul, és előadásainak sorozatát csak a porosz támadások szakították meg.
Delibes 1871-ben kilépett a színháztól, hogy több ideje legyen a komponálásra, ennek ellenére ritkábban jelentkezett új darabbal. Megírt egy vígoperát Le Roi l’a dit (A király mondta) címmel (1873), ami nem volt ugyan sikertelen, de nem tudta megismételni a balett fogadtatását (hasonlóan a Jean de Nivelle-hez). 1881-ben kinevezték a párizsi Conservatoire zeneszerzés-professzorává. 1876-ban új, mitológiai témát feldolgozó balettel jelentkezett, a Sylviával, és ismét világraszóló sikert aratott. Operái közül az 1883-ban bemutatott, Indiában játszódó, egzotikus témájú Lakmé lett a legsikeresebb: az Opéra Comique-ban bemutatott dalmű igen lelkes fogadtatásban részesült. A szoprán énekesek azóta is szeretik és szívesen énekelnek a darabban, a híres „Csengettyűária” válogatáslemezeken is gyakran helyet kap. Utolsó, Kassya című operáját már nem fejezte be; a munkát Jules Massenet vállalta magára, és csak 1893-ban, két évvel Delibes halála után mutatták be.
Léó Delibes Budapesten is többször megfordult: 1878-ban a Nemzeti Színházban vezényelte a Jean de Nivelle bemutatóját, 1885-ben az Operaházban a Coppéliát. Magyar ihletésű darabjai is vannak: zongoradarab Magyar románc címmel, a Coppéliában pedig csárdásmotívumot is felhasznált. Az 1879-es szegedi nagy árvíz károsultjai javára – többedmagával – jövedelmező ünnepélyt rendezett Párizsban.

## Művei

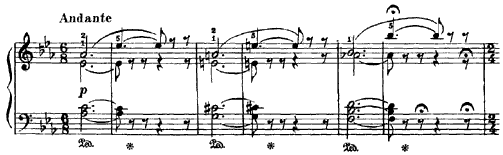
A Sylvia pizzicatójának kottarészlete

### Balettek
- La Source, 1866
- Coppélia, 1870
- Sylvia, 1876

### Operák
- Monsieur de Bonne-Étoile, 1860
- Le Roi l’a dit (A király mondta), 1873
- Jean de Nivelle, 1880
- Lakmé, 1883
- Kassya, 1893

### Operettek
- Deux sous de charbon (Két garasnyi szén), 1856
- Deux vieilles gardes (Két öreg testőr), 1859
- L’Omelette à la Follembuche, 1859
- Le serpent à plumes, 1864
- L’Écossais de Chatou, 1869

### Egyéb
- Quinze mélodies, dalok
- La Tradition (Hagyomány), prológ a Bouffes parisiennes megnyitására, 1864
- Romance Hongroise (Magyar románc), 1883
- Les Filles de Cadix
- Églogue
- Bonjour, Suzon!

## Meghallgatható részletek
Divertissiment (pizzicato a Sylviából)

En avril (gyermekkórusra)